# Duccio
Duccio  è un nome proprio di persona italiano maschile.

## Varianti
- Femminili: Duccia

## Origine e diffusione
È un nome tipicamente toscano che nasce come ipocoristico di altri nomi quali Ubaldo, Guido, Leonardo, Manfredo, Baldassarre. Da vezzeggiativi come Balduccio, Barduccio, Corraduccio, Daviduccio, Leonarduccio, Manfreduccio, Tebalduccio e simili, si giunge così per aferesi a Duccio. Con il tempo è diventato nome a sé stante.
Presente fin dalla fine del 1100 nei registri anagrafici fiorentini, conosce un incremento nel corso dei secoli XIII e XIV, per poi scomparire quasi del tutto, ritornando in auge a partire dagli anni settanta del secolo scorso. Duccio è oggi diffuso in Toscana (con punte massime nel senese), e a bassa frequenza è riscontrabile anche nel nord Italia.

## Onomastico
L'onomastico si può festeggiare il 1º novembre, essendo nome adespota, oppure lo stesso giorno dei nomi di cui costituisce un derivato.

## Persone
- Duccio Camerini, attore, regista e sceneggiatore italiano
- Duccio Canestrini, antropologo, giornalista e scrittore italiano
- Duccio Demetrio, accademico e scrittore italiano
- Duccio di Buoninsegna, pittore italiano
- Duccio Forzano, regista italiano
- Duccio Galimberti, avvocato, antifascista e partigiano italiano
- Duccio Giordano, attore italiano
- Duccio Innocenti, calciatore e allenatore di calcio italiano
- Duccio Malagamba, fotografo italiano
- Duccio Pasqua, giornalista e conduttore radiofonico italiano
- Duccio Tessari, regista, attore e sceneggiatore italiano

## Il nome nelle arti
- Duccio Villani di Masi è un personaggio del film del 2011 Amici miei - Come tutto ebbe inizio, diretto da Neri Parenti.
- Duccio Patanè è un personaggio della serie televisiva Boris, ed è interpretato da Ninni Bruschetta.